# Партия Содружества
Люди Содружества (англ. Commonwealth men) или Партия Содружества (англ. Commonwealth Party) — британские протестантские религиозные, политические и экономические реформаторы в начале XVIII века. Активные участники движения Отечественная партия. Они продвигали республиканизм и, не имея поддержки в Великобритании, оказали большое влияние на республиканизм в Соединённых Штатах.
Самыми известными представителями Партии Содружества были Джон Тренчард и Томас Гордон, написавшие основополагающий труд «Письма Катона» (1720—1723 годы). Среди других видных членов — Роберт Кроули, Генри Бринкелоу, Томас Беккон, Томас Левер и Джон Хейлз. Они осуждали коррупцию и отсутствие морали в британской политической жизни, утверждая, что только гражданская добродетель может защитить страну от деспотизма и разорения.
Их критика Огораживания и общего материального положения бедных была особенно отмечена такими учёными начала XX века, как Ричард Тоуни, которые видели в них ценную, хотя, к сожалению, неудачную форму христианского социализма, которая с их точки зрения представляла собой предпочтительную альтернативу взглядам Макса Вебера о том, что протестантизм обеспечил подъём капитализма. С другой стороны, утверждалось, что Люди Содружества «ни в коем случае не противостоят индивидуалистическому или капиталистическому духу и — несмотря на то, что как, например, утверждают историки Дж. Г. А. Покок и Гордон Вуд — далеки от поддержки классической добродетели или аристотелевской концепции человека как Zoon politikon [политического животного]».
Хотя почти все британские политики и мыслители отвергали идеи Людей Содружества XVIII века, они оказали сильное влияние на британскую колониальную Америку. По оценкам, половина частных библиотек в американских колониях хранила на своих полках переплётенные тома «Писем Катона».